# Zbyněk Benýšek
Zbyněk Benýšek  (* 27. června 1949 Olomouc) je český výtvarník a knižní grafik, básník, prozaik, písničkář a scenárista, signatář Charty 77. V rakouském exilu v letech 1983–1992 vydával a redigoval samizdatovou literární a kulturní revui Paternoster.

## Život
Narodil se v Olomouci, ale dětství prožil v Prostějově. V letech 1964–1968 studoval na Střední umělecko-průmyslové škole v Brně, poté do roku 1970 na Univerzitě Palackého v Olomouci. V roce 1971 se odstěhoval do Prahy, kde pracoval jako příležitostný stavební dělník, hudebník na volné noze, rekvizitář a výtvarník ve Filmovém studiu Barrandov. Po podpisu Charty 77 pracoval jako topič a noční hlídač. Na začátku 80. let 20. století byl v rámci akce Asanace donucen odejít do exilu ve Vídni, kde v roce 1983 založil (ve spolupráci s Eugenem Brikciem aj.), deset let vydával a redigoval uměleckou revui Paternoster. Spolupracoval s řadou rakouských, německých a českých nakladatelství. Byl spolupracovníkem stanice Svobodná Evropa.
Po sametové revoluci v roce 1990 se vrátil do Prahy. Je redakčním a výtvarným spolupracovníkem Českého rozhlasu a také je autorem scénářů v České televizi. Kromě toho se věnuje knižní a časopisecké grafice. V českých nakladatelstvích vyšlo jeho devět knižních titulů, převážně sbírky poezie, výbory z próz a písňové texty. Jeho malířská tvorba vychází z postupů nové figurace a imaginativního realismu. Výtvarnými díly (Pražský triptych) se podílel na mezinárodním projektu Evropské unie Overcoming Dictatorships – The Encounter of Poets, Artists and Writers (Hannah-Arendt-Institut v Drážďanech). V letech 1992–1998 byl členem Nového sdružení pražských malířů a od roku 2003 je členem Obce spisovatelů.
Karel Kryl zmiňuje Zbyňka Benýška ve své písni Písničkařský bacil.

## Dílo

### Samostatné výstavy(výběr)
- 1968 – SUPŠ, Brno
- 1978 – Galerie v Náplavní, Praha
- 1984 – Galerie Apostroph, Vídeň
- 1986 – Kafé Kafka, Frankfurt n. /M.
- 1986 – Galerie Zum Brücke, Heidelberg
- 1986 – Galerie Zum Bunte Kuh, Vídeň
- 1988 – Nachtasyl, Vídeň
- 1990 – Galerie Rapid, Praha
- 1992 – Stadtgalerie, Fürstfeld, Rakousko
- 1994 – Galerie Paseka, Praha
- 1997 – Galerie Alternatif, Praha
- 1998 – Výstavní sály zámku, Prostějov
- 1999 – Společenský dům, Neratovice
- 1999 – Galerie antikvariátu, Kounicova ul., Brno
- 1999 – Galerie Paměť, Praha
- 2000 – Muzeum Prostějovska, Prostějov
- 2013 – České centrum, Sofie, Bulharsko (spolu s Janem Steklíkem)
- 2014 – Galerie Montmartre (KVH), Praha
- 2019 – Libri Prohibiti, Praha
- 2024 – Galerie Novoměstské radnice, Praha
- 2024 – Galerie 13, Dominikánské nám., Brno